# Jonathan Rossini
Jonathan Rossini est un footballeur international suisse né le 5 avril 1989 à Giubiasco. Il joue au poste de défenseur.

## Biographie

### Club

#### Parcours junior enSuisseet premier transfert enItalie
Jonathan Rossini commence son parcours junior à l'AC Bellinzona, club suisse. En 2005, alors tout juste âgé de 16 ans, il choisit de signer dans un club italien, l'Unione Calcio Sampdoria. 

#### Début professionnel enItalie
La Sampdoria prête le joueur successivement dans différents clubs italiens. Il passe donc successivement par l'AC Legnano, Associazione Sportiva Cittadella et Sassuolo. Entre-temps il devient la copropriété entre l'Unione Calcio Sampdoria et l'Udinese Calcio.
En 2011, il intègre l'équipe de la Sampdoria. Mais il est de nouveau prêté à Sassuolo pour la saison 2013-14.

### En équipe nationale

#### Avec les espoirs suisses
Rossini fait partie du contingent de joueurs appelés par Pierluigi Tami pour l'Euro M21 au Danemark. Il compose au côté de Timm Klose, Philippe Koch, Gaetano Berardi et du gardien-capitaine Yann Sommer une défense compact qui ne sera battu qu'à deux reprises en finale de l'Euro face à l'Espagne espoir. Néanmoins, le joueur dira : « Nous défendons à onze. Le mérite pour cette invincibilité revient à toute l'équipe. Nous jouons vraiment d'une manière parfaitement compacte. »
Rossini fait partie de l'équipe type du Championnat d'Europe de football espoirs 2011. 

#### Avec l'équipe nationale A
Le sélectionneur national suisse, Ottmar Hitzfeld appelle le joueur le 3 mars 2010 pour jouer un match amical face à l'Uruguay. Le sélectionneur dira au sujet du joueur : « Jonathan Rossini jouera aux côtés de Grichting. [...] Il m'a déjà étonné dans la mesure où, malgré sa taille, il fut l'un des plus rapides de l'équipe lors des tests que nous avons effectués depuis le début de la semaine. Je l'avoue, cela m'a surpris ». Il est titularisé lors de cette rencontre au côté de Stéphane Grichting, mais sera remplacé à la mi-temps par Steve Von Bergen.

## Statistiques
| Saison                | Club                  | Championnat           | Championnat | Championnat | Coupe(s) nationale(s) | Coupe(s) nationale(s) | Compétition(s) continentale(s) | Compétition(s) continentale(s) | Compétition(s) continentale(s) | Total | Total |
| Saison                | Club                  | Division              | M.          | B.          | M.                    | B.                    | Comp.                          | M.                             | B.                             | M.    | B.    |
| 2008-2009             | Sampdoria             | Serie A               | -           | -           | -                     | -                     | C3                             | 1                              | 0                              | 1     | 0     |
| 2008-2009             | AC Legnano (prêt)     | Lega Pro D1           | 17          | 0           | 0                     | 0                     | -                              | -                              | -                              | 17    | 0     |
| 2008-2009             | AS Cittadella (prêt)  | Serie B               | 11          | 0           | 0                     | 0                     | -                              | -                              | -                              | 11    | 0     |
| 2009-2010             | US Sassuolo (prêt)    | Serie B               | 33          | 2           | 2                     | 0                     | -                              | -                              | -                              | 35    | 2     |
| 2010-2011             | Sampdoria             | Serie A               | -           | -           | -                     | -                     | C3                             | 1                              | 0                              | 1     | 0     |
| 2010-2011             | US Sassuolo (prêt)    | Serie B               | 18          | 0           | -                     | -                     | -                              | -                              | -                              | 18    | 0     |
| 2011-2012             | Sampdoria             | Serie B               | 30          | 0           | 1                     | 0                     | -                              | -                              | -                              | 31    | 0     |
| 2012-2013             | Sampdoria             | Serie A               | 25          | 0           | 1                     | 0                     | -                              | -                              | -                              | 26    | 0     |
| Sous-total            | Sous-total            | Sous-total            | 134         | 2           | 4                     | 0                     | -                              | 2                              | 0                              | 140   | 2     |
| 2013-2014             | US Sassuolo           | Serie A               | 6           | 0           | 2                     | 0                     | -                              | -                              | -                              | 8     | 0     |
| 2013-2014             | Parme (prêt)          | Serie A               | -           | -           | -                     | -                     | -                              | -                              | -                              | 0     | 0     |
| 2014-2015             | FC Bari (prêt)        | Serie B               | 8           | 0           | 2                     | 0                     | -                              | -                              | -                              | 10    | 0     |
| 2015-2016             | Savone FBC (prêt)     | Lega Pro              | 10          | 0           | 1                     | 0                     | -                              | -                              | -                              | 11    | 0     |
| 2016-2017             | AS Livourne (prêt)    | Lega Pro              | 16          | 1           | 1                     | 0                     | -                              | -                              | -                              | 17    | 1     |
| Sous-total            | Sous-total            | Sous-total            | 40          | 1           | 6                     | 0                     | -                              | -                              | -                              | 46    | 1     |
| Total sur la carrière | Total sur la carrière | Total sur la carrière | 174         | 3           | 10                    | 0                     | -                              | 2                              | 0                              | 186   | 3     |

## Palmarès

### Titres remportés en sélection nationale
- Suisse Espoirs
  - Championnat d'Europe de football espoirs 2011
    - Finaliste : 2011

### Distinctions personnelles
2011
- Membre de l'équipe type du Championnat d'Europe de football espoirs 2011[4].